# Habachspitze
Habachspitze är en bergstopp i Österrike.   Den ligger i distriktet Zell am See och förbundslandet Salzburg, i den centrala delen av landet, 300 km väster om huvudstaden Wien. Toppen på Habachspitze är 2 759 meter över havet.
Terrängen runt Habachspitze är mycket bergig. Runt Habachspitze är det ganska glesbefolkat, med 29 invånare per kvadratkilometer.. Närmaste större samhälle är Mittersill, 16,4 km nordost om Habachspitze. 
Trakten runt Habachspitze består i huvudsak av gräsmarker.